# Gornje Selište
Gornje Selište falu Horvátországban, Sziszek-Monoszló megyében. Közigazgatásilag Glinához tartozik.

## Fekvése
Sziszek városától légvonalban 30, közúton 38 km-re délnyugatra, községközpontjától légvonalban 3, közúton 4 km-re délnyugatra fekszik.

## Története
Gornje Selište a környék számos településéhez hasonlóan a 17. század vége felé Boszniából menekülő pravoszláv szerbekkel népesült be. 1696-ban a szábor a bánt tette meg a Kulpa és az Una közötti határvédő erők parancsnokává, melyet hosszas huzavona után 1704-ben a bécsi udvar is elfogadott. Ezzel létrejött a Báni végvidék (horvátul Banovina, vagy Banija), mely katonai határőrvidék része lett. 1745-ben megalakult a Glina központú első báni ezred, melynek fennhatósága alá ez a vidék is tartozott. 1881-ben megszűnt a katonai közigazgatás. A falunak 1857-ben 216, 1910-ben 288 lakosa volt. Zágráb vármegye Glinai járásához tartozott. 1918-ban az új szerb-horvát-szlovén állam, majd később Jugoszlávia része lett.
A második világháború idején a Független Horvát Állam része volt. A falu 1991. június 25-én ugyan jogilag a független Horvátország része lett, de szerb lakossága a Krajinai Szerb Köztársasághoz csatlakozott. 1995. augusztus 8-án a Vihar hadművelettel foglalta vissza a horvát hadsereg. Szerb lakossága elmenekült, de később többen, főként idős emberek visszatértek. A településnek 2011-ben 55 lakosa volt, akik mezőgazdasággal és állattartással foglalkoztak.

## Népesség
| Lakosság változása | Lakosság változása | Lakosság változása | Lakosság változása | Lakosság változása | Lakosság változása | Lakosság változása | Lakosság változása | Lakosság változása | Lakosság változása | Lakosság változása | Lakosság változása | Lakosság változása | Lakosság változása | Lakosság változása | Lakosság változása |
| ------------------ | ------------------ | ------------------ | ------------------ | ------------------ | ------------------ | ------------------ | ------------------ | ------------------ | ------------------ | ------------------ | ------------------ | ------------------ | ------------------ | ------------------ | ------------------ |
| 1857               | 1869               | 1880               | 1890               | 1900               | 1910               | 1921               | 1931               | 1948               | 1953               | 1961               | 1971               | 1981               | 1991               | 2001               | 2011               |
| 216                | 260                | 199                | 279                | 312                | 288                | 354                | 345                | 260                | 269                | 253                | 212                | 203                | 199                | 70                 | 55                 |

## Nevezetességei
- Szent Katalin tiszteletére szentelt pravoszláv temetőkápolnája egy régi, kis méretű faépület volt. Az épület átvészelte a II. világháborút, de az 1970-es években egy a temetőben égve hagyott gyertya miatt keletkezett tűzben leégett. Ma már csak a helye ismert a falu lakói körében.
- A településen vízimalom és több hagyományos népi építésű ház található.